# Odostomia conspicua
Odostomia conspicua är en snäckart som först beskrevs av Joshua Alder 1844.  Odostomia conspicua ingår i släktet Odostomia, och familjen Pyramidellidae. Arten är reproducerande i Sverige.